# Finse parlementsverkiezingen 2023
De Finse parlementsverkiezingen van 2023 werden gehouden op zondag 2 april 2023. De grootste partij werd de Nationale Coalitiepartij. De verkiezingen resulteerden na tweeënhalve maand in het aantreden van het rechtse kabinet-Orpo.
Zittend premier Sanna Marin van maakte direct na de verkiezingen bekend niet door te zullen gaan als partijleider van de SDP.

## Uitslagen
| Partij                      | Percentage | Zetels |
| --------------------------- | ---------- | ------ |
| Nationale Coalitiepartij    | 20,8%      | 48     |
| Finnenpartij                | 20,1%      | 46     |
| Sociaaldemocratische Partij | 19,9%      | 43     |
| Centrumpartij               | 11,3%      | 23     |
| Groene Liga                 | 7,0%       | 13     |
| Linkse Alliantie            | 7,1%       | 11     |
| Zweedse Volkspartij         | 4,3%       | 9      |
| Christendemocraten          | 4,2%       | 5      |
| Beweging Nu                 | 2,4%       | 1      |